# Hans Mend
Hans Mend (né le 16 mars 1888, mort le 13 février 1942) est l'auteur d'un récit hagiographique sur les années de service d'Adolf Hitler durant la Première Guerre mondiale, publié en Allemagne en 1930. Un second témoignage, à la fiabilité jugée très faible, lui est également attribué à propos de l'hypothétique homosexualité de celui-ci.

## Un camarade de guerre d'Hitler
En août 1914, membre de la cavalerie de réserve, Hans Mend est déclaré inapte au service actif en raison des suites d'une mauvaise chute de cheval. Il rejoint alors le 16e régiment bavarois d'infanterie de réserve (16e RIR), plus connu sous le nom de  « Régiment List (de) », en tant qu'estafette à cheval. Adolf Hitler s'engage lui-même dans ce régiment en septembre 1914.
Après la guerre, Mend héberge un temps Hitler à Munich, durant les années 1919-1920. Il est condamné à dix reprises avant 1933 pour fraude, harcèlement, escroquerie et fabrication de faux documents.

## Adolf Hitler im Felde, une hagiographie de circonstance
Il publie fin 1930 Adolf Hitler im Felde. Semble-t-il écrit avant tout pour des raisons financières, l'ouvrage s'inscrit dans une série de témoignages hagiographiques diffusés au moment où la propagande du Parti nazi met en avant les années de guerre d'Hitler et ce que l'historien Thomas Weber désigne comme « le mythe du régiment de List » : outre l'héroïsation d'Hitler, il s'agit en particulier de miser sur l'évocation de la camaraderie des tranchées (Kameradschaft) comme source d'inspiration et de légitimité de la vision nazie de la société idéale. Ces « témoignages » venaient également répondre à ceux qui accusaient à juste titre Hitler d'avoir enjolivé ses récits de son expérience du front. Désigné par le Völkischer Beobachter comme « le plus beau cadeau de Noël pour tout partisan d'Hitler », le livre de Mend fut ensuite largement diffusé lors de la campagne électorale de 1931.
Factuellement, l'ouvrage de Mend abonde en erreurs de chronologie et en invraisemblances ; pour Thomas Weber, il « n'aura été qu'une de ces nombreuses entreprises de réécriture de l'histoire du régiment List » par la propagande nazie au tournant des années 1930, dont les stéréotypes ont été ensuite admis par une partie des historiens. Outre l'héroïsme du soldat Hitler, c'est le cas en particulier à propos de la difficile question de la genèse de son antisémitisme, où Thomas Weber conclut qu'on ne peut suivre les témoignages d'Hitler lui-même, de Mend et de son condisciple Balthasar Brandmayer selon lesquels il s'exprimait déjà avec virulence lors des années 1914-1918. Il en est de même à propos de l'attribution de la Croix de fer à Hitler, demandée en août 1918 par un officier juif, commandant en second du régiment, Hugo Gutmann (de), dont il s'agissait alors d'occulter le rôle : Mend relate une supposée altercation entre Hitler et Gutmann, et laisse entendre que ce dernier était unanimement détesté au sein du régiment. L'épisode ayant donné lieu à cette décoration est par la suite totalement réécrit par la propagande, de manière à en faire disparaître Gutmann.
Cependant, s'il conforte l'idée du « héros intrépide », Mend donne également de la personnalité d'Hitler une image que l'historien John Williams juge avoir été plus problématique pour Hitler : celui-ci y est en effet également dépeint comme « névrotique et excentrique », sujet à des crises de rage et par ailleurs « sexuellement refoulé et craintif à l'égard des femmes ». Cette ambivalence du livre expliquerait à la fois l'accueil d'abord favorable qu'il reçoit en 1931, la rupture qui suit et les difficultés que connait finalement Mend au cours des années 1930.

## Brouille, opposition et rumeurs sur Hitler
Ayant rompu avec son ancien « camarade », Mend s'en prend à celui-ci dans une tribune publiée en octobre 1932 dans un quotidien de gauche, largement repris par le reste de la presse : « si j'avais évoqué dans mon livre tout ce que j'ai consciemment tu à propos d'Hitler, l'image de grand héros qu'il s'est fabriquée aurait été sérieusement écornée ».
Son passage à l'opposition et la poursuite de ses activités illégales lui valent d'être interné un mois à Dachau en 1933, puis à plusieurs reprises placé en détention en 1937-1938. Son livre est retiré de la vente en 1938. Significativement, son nom disparaît lors des rééditions successives d'un autre témoignage hagiographique contemporain, le Mit Hitler: meldegänger 1914-18 de Balthasar Brandmayer.
Condamné finalement en 1941 à deux ans de détention, Mend meurt en février 1942 en prison, probablement de mort naturelle.

## Le «protocole Mend»

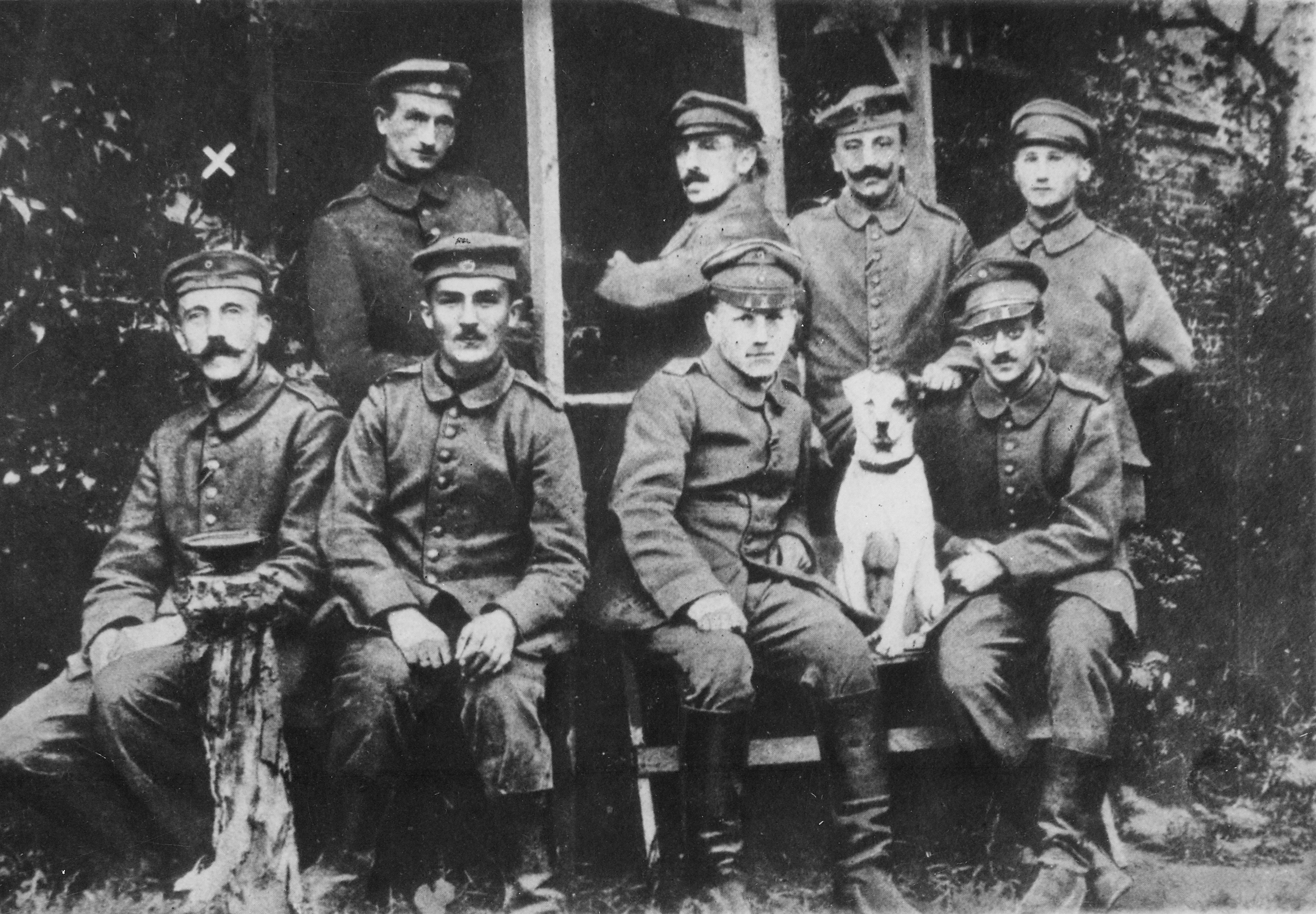
Hitler, assis au premier rang à gauche, avec d'autres soldats du régiment List, date inconnue entre 1914 et 1916

Connu sous le nom de « protocole Mend », un document controversé à l'origine incertaine est l'une des principales pièces à l'appui des spéculations sur l'éventuelle homosexualité d'Adolf Hitler. Il rapporte des propos attribués à Hans Mend par l'écrivain et opposant anti-nazi Friedrich Alfred Schmid Noerr (de), qui l'aurait interrogé en décembre 1939 sur le passé d'Hitler. Selon ceux-ci, qui seraient peut-être l'œuvre de Noerr lui-même, Hitler aurait eu durant les années 1914-1918 une liaison homosexuelle avec un dénommé Ernst Schmidt qui servait également dans le régiment List :

« Entretemps, nous avions appris à mieux connaître Hitler et nous avions remarqué qu'il ne regardait jamais les femmes. Tout le monde le considérait comme un original et, donc, nous nous demandions s'il était homosexuel. Il était excentrique à l'extrême et ses poses efféminées tendaient à confirmer nos soupçons […] En 1915, nous avions pris nos quartiers dans les bâtiments de la brasserie Le Fèbre, à Fournes, où nous couchions sur des bottes de paille. Hitler était installé à côté de son copain de coucheries, "Schmidl". Nous avons entendu des frottements dans la paille, alors quelqu'un a allumé sa lampe-torche et a grogné : "Regardez donc ces deux petits chéris !" »

Ce « témoignage » est, avec celui d'Eugen Dollmann (en), l'une de deux sources essentielles de Lothar Machtan qui défend la théorie de l'homosexualité d'Hitler dans son ouvrage The Hidden Hitler. Après Hans Mommsen qui y voit « beaucoup de bruit pour rien », Ian Kershaw a détaillé les arguments montrant le peu de crédibilité de ces spéculations. Concernant le témoignage de Mend, tout comme l'historienne Brigitte Hamann, il renvoie aux conclusions très défavorables de Anton Joachimsthaler (de) qui le considère comme « faux et mensonger, comme tout ce qui relève de Mend » ; il s'interroge également sur le fait que Mend, s'il était réellement détenteur d'un tel secret, n'ait pourtant pas été éliminé par les nazis dès 1933 pendant qu'il était détenu à Dachau. Thomas Weber, qui a particulièrement étudié les années de guerre d'Hitler, met en avant les diverses erreurs commises par Mend lorsqu'il rapporte ses « souvenirs », relève qu'il livre ce témoignage après sa rupture avec Hitler et ses diverses incarcérations, et conclut :  « qu'il s'agisse de la sexualité d'Hitler ou de la chronique du régiment List pendant la guerre, le témoignage d'Hans Mend reste dépourvu de toute crédibilité » . Pour Florence Tamagne, historienne de l'homosexualité en Europe au XXe siècle, « certains auteurs ont voulu voir en Hitler un homosexuel refoulé, mais cette hypothèse, construite essentiellement à partir d’interprétations psychanalytiques, peine à convaincre ». Enfin, François Kersaudy, auteur d'une publication pourtant très ouverte aux sujets scabreux sur le IIIe Reich et peu regardante sur les sources, juge que « quoi qu'aient pu écrire des générations de psychiatres amateurs, Hitler n'était pas homosexuel ».

## Œuvres
- Adolf Hitler im Felde 1914-1918, Diessen, 1931.